# Hans Schmidt (Schriftgestalter)

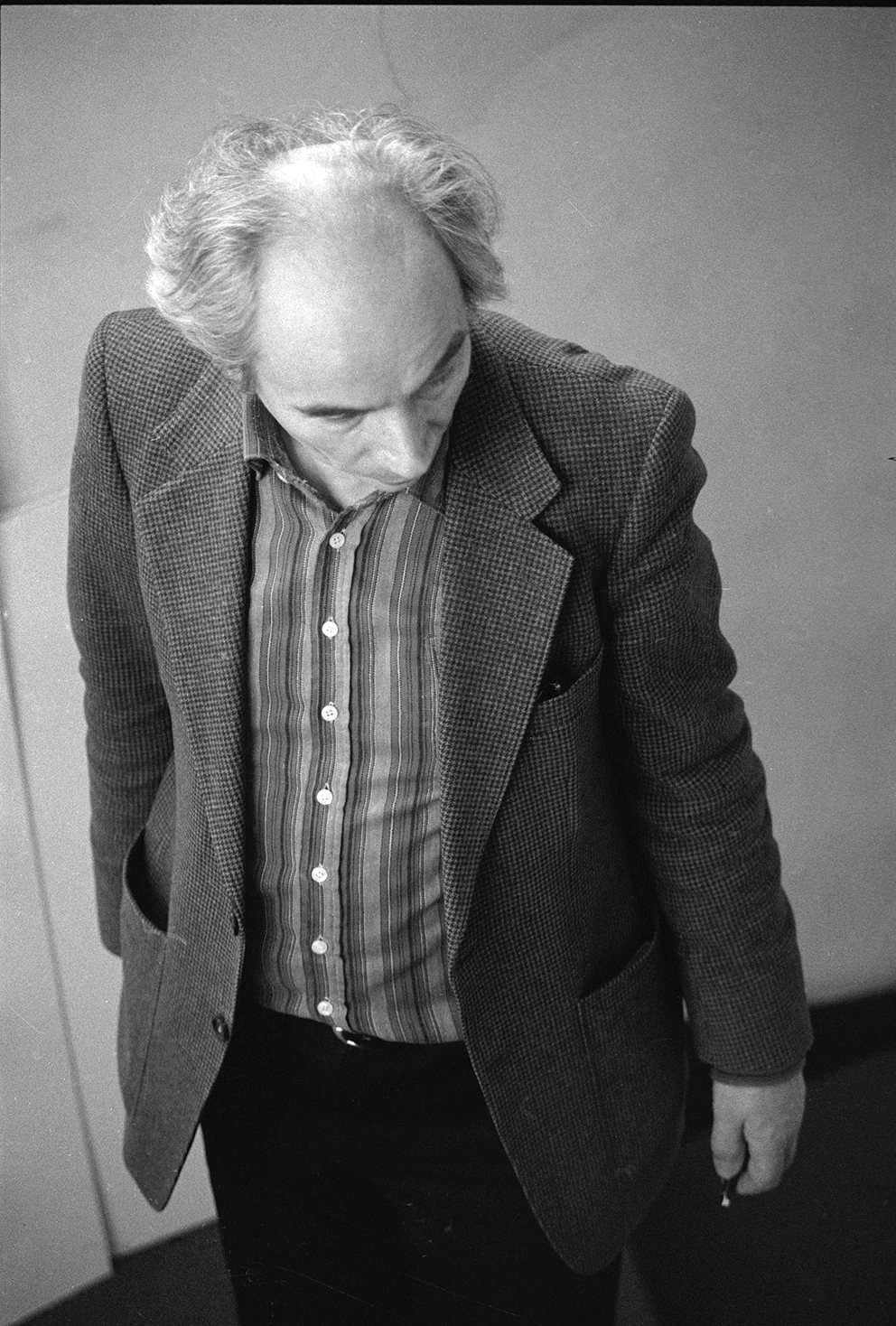
Hans Schmidt, ca. 1983

Hans Schmidt (* 14. Januar 1923 in Leipzig; † 14. Mai 2019) war ein Schriftentwerfer und Grafiker.

## Biografie

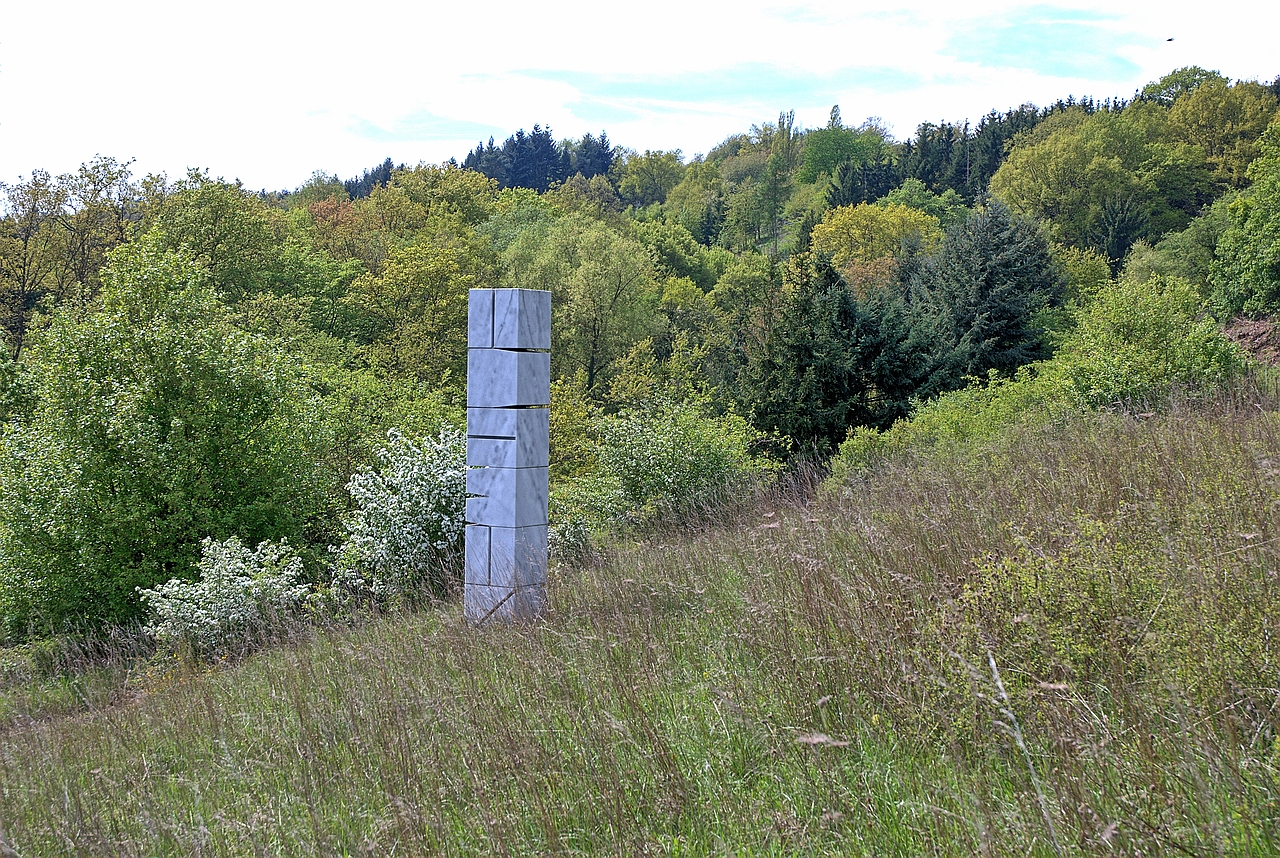
Schriftsäule Ich bin (1996) von Hans Schmidt am Skulpturenweg Oberwesel

Nach einer Lehre als Kartolithograf und dem Kriegsdienst ab 1942 studierte Schmidt von 1947 bis 1951 an der Hochschule für Grafik und Buchkunst in Leipzig und war im Anschluss als Typograf bei der Eggebrecht-Presse in Mainz tätig. Daneben nahm er Lehraufträge für Typografie und Schrift an der Landeskunstschule Mainz wahr. 1961 wurde er Dozent, später Professor für Typografie und Buchgestaltung an der heutigen Hochschule für Gestaltung in Offenbach am Main.
1970 widmete ihm das Klingspor-Museum die Ausstellung „Hans Schmidt zeigt neue Schriftformen“, wo zahlreiche Schriftreliefs gezeigt wurden. 1988 zeigten unter dem Titel „Schrift von Hans Schmidt“ die Herzog August Bibliothek, Wolfenbüttel, das Klingspor-Museum, Offenbach und die Städtische Galerie Villa Zanders, Bergisch Gladbach eine Wanderausstellung über die Arbeit des Schriftkünstlers. Zum 85. Geburtstag Schmidts war im Klingspor-Museum 2008 die Ausstellung „Vom Linearen zum Voluminösen. Schrift von Hans Schmidt“ zu sehen.
Schmidt lebte und arbeitete seit seiner Pensionierung 1983 in Badenhard/Hunsrück.